# Giovanni Pirelli
Giovanni Pirelli (Velate, 3 agosto 1918 – Genova, 3 aprile 1973) è stato uno scrittore, partigiano e uomo di cultura italiano.

## Biografia
Pur essendo il figlio primogenito di Alberto Pirelli e di Lodovica Zambeletti, e nipote del senatore Giovanni Battista, Giovanni lasciò al fratello minore Leopoldo il compito di guidare il noto gruppo imprenditoriale. Durante la seconda guerra mondiale, in coerenza con le sue idee socialiste, fu un valoroso comandante partigiano.
Nel dopoguerra curò (con Piero Malvezzi) l'edizione delle Lettere di condannati a morte della Resistenza italiana (8 settembre 1943 - 25 aprile 1945) (1952; più volte ristampata). Fu autore di libri per ragazzi e romanzi.
Fu marito di Marinella Marinelli, artista nata a Verona il 23 ottobre 1925  e deceduta il 29 giugno 2009 a Varese. Morì il 3 aprile 1973 in seguito alle gravi ustioni riportate in un tamponamento a catena avvenuto l'11 marzo 1973 nella galleria Castelletto dell'Autostrada A12 Genova - Sestri Levante, in cui rimase gravemente ustionato anche il fratello Leopoldo.

## Opere principali

### Romanzi
- L'altro elemento, Collana I Gettoni, Torino, Einaudi, 1952.
- La malattia del comandante Gracco, Torino, Einaudi, 1955.
- L'entusiasta, Collana I Gettoni, Torino, Einaudi, 1958.
- A proposito di una macchina, Collana I Coralli, Torino, Einaudi, 1965.

### Libri per ragazzi
- Giovannino e Pulcerosa, Milano, Ed. Avanti!, 1954.
- Storia della Balena Jona e altri racconti, Torino, Einaudi, 1962.

### Epistolari
- Un mondo che crolla. Lettere 1938-1943, a cura di Nicola Tranfaglia, Milano, Archinto, 1990.
- Alberto e Giovanni Pirelli, Legami e conflitti. Lettere 1931-1965, a cura di Elena Brambilla Pirelli, Milano, Archinto, 2002.

### Curatele
- Lettere dei condannati a morte della Resistenza italiana (8 settembre 1943-25 aprile 1945), a cura di G. Pirelli e Piero Malvezzi, Torino, Einaudi, 1951.
- Lettere dei condannati a morte della Resistenza europea, Torino, Einaudi, 1954.